# Spoorlijn 163 (België)
Spoorlijn 163 is een voormalige Belgische spoorlijn die Libramont verbond met Sankt Vith.

## Geschiedenis

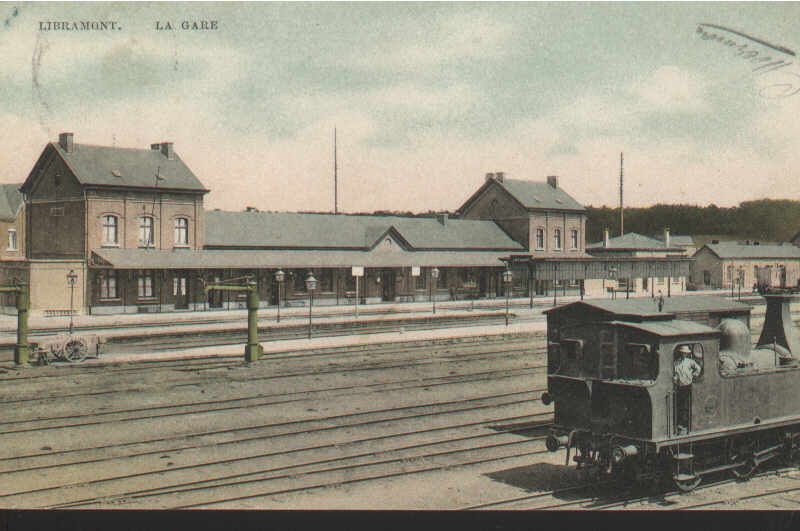
Station Libramont omstreeks 1900

De eerste sectie, van Libramont naar Bastogne werd geopend op 15 november 1869, toen nog op enkelspoor.
Op 20 februari 1884 werd de lijn voor de eerste maal verlengd, van Bastogne naar Limerlé.
Op 26 oktober 1885 volgde de volgende verlenging, van Limerlé tot Gouvy. De spoorlijn van Libramont naar Gouvy werd in 1915 volledig op dubbelspoor gebracht. In 1917 werd de lijn door de Duitse bezettingsmacht voor militaire doeleinden verlengd van Gouvy tot Sankt Vith. Lijn 163 werd zo onderdeel van de verbinding Remagen - Gerolstein - Lommersweiler of Jünkerath-Sankt Vith - Gouvy - Libramont - Bertrix - Carignan. Deze dubbelsporige lijn werd zo vlak mogelijk aangelegd, met zo weinig mogelijk bochten en zonder overwegen.
In 1935 werd het dubbelspoor gesloten en opgebroken tussen Gouvy en Sankt Vith en in 1938 tussen Gouvy en Libramont. Hierna was de gehele lijn enkelspoor.
De sluiting werd ingezet in de Tweede Wereldoorlog. Het deel vanaf de aftakking Mailust tot Sankt Vith werd vernietigd in 1944 en nooit hersteld. Het verkeer werd stopgezet en de sectie werd definitief gesloten. De resten werden in 1950 opgebroken. Van dan af konden de treinen niet meer rechtstreeks naar Sankt Vith. Goederentreinen reden van Mailust naar Wiesenbach en dan achteruit over lijn 47 naar Sankt Vith. Personentreinen reden van Gouvy via lijn 47 door naar Lommersweiler en stopten aan de nieuw ingerichte stopplaats Wiesenbach om Sankt Vith te bedienen. De gehele sectie van Mailust tot Gouvy werd gesloten voor passagiers op 18 mei 1952. Het goederenverkeer tussen Mailust en Maldange bleef rijden tot september 1953. Tussen Maldange en Gouvy was nog goederenvervoer tot 1961. De opbraak volgde in 1960 en 1963. Op 3 juni 1984 werd het reizigersverkeer gesloten op de sectie Gouvy-Bastogne. Goederen bleven rijden tot 1986 tussen Gouvy en Bourcy en tot 1991 tussen Bourcy en station Bastogne-Nord.

### Sluiting
De laatst overblijvende sectie, van Libramont tot station Bastogne-Nord, is in 1993 tijdelijk buiten gebruik gesteld. Bij de jaarlijkse controle werd vastgesteld dat de lijn niet meer voldeed aan de veiligheidsvoorschriften. Sindsdien werd een vervangende NMBS-busdienst ingelegd. Het stationsloket in Bastogne-Sud bleef nog lange tijd tot 2004 (11 jaar na de laatste trein) geopend. 
Dit was het enige voorbeeld in België van een busdienst langs een voormalige spoorlijn die uitgebaat werd door of in opdracht van de spoorwegmaatschappij, sinds de overheveling in 1977 van de NMBS-busdiensten naar de NMVB. 
Sinds 1 september 2020 is de NMBS-bus definitief afgeschaft en kunnen reizigers geen treintickets meer kopen naar Bastenaken.

## Huidige toestand
De sporen zijn opgebroken van station Libramont tot Sankt Vith en er is een RAVeL fiets- en wandelpad aangelegd in beton/asfalt van Bastogne-Sud tot 0,5 km voor de samenkomst met lijn 42 op 2 km van Gouvy (28 km). In de andere richting, op de later opgebroken sectie tussen Bastogne-Sud en Libramont, is de RAVeL slechts op sommige stukken aangelegd.

## Aansluitingen
In de volgende plaatsen is of was er een aansluiting op de volgende spoorlijnen:
Libramont
Spoorlijn 162 tussen Namen en Sterpenich
Spoorlijn 165 tussen Libramont en Athus
Bastogne-Nord
Spoorlijn 164 tussen Bastogne-Nord en Benonchamps
Gouvy
Spoorlijn 42 tussen Rivage en Troisvierges
Sankt Vith
Spoorlijn 47 tussen Sankt Vith en Troisvierges
Spoorlijn 48 tussen Stolberg en Sankt Vith